# پارک ملی خورگو-ترخین تساگان نور
پارک ملی خورگو-ترخین تساگان نور (به لاتین: Khorgo-Terkhiin Tsagaan Nuur National Park) یک منطقه حفاظت‌شده و پارک ملی در مغولستان است.